# Verdwijning van Natalee Holloway
De zaak-Holloway betreft de verdwijning in de nacht van 30 mei 2005 van Natalee Holloway, een jonge vrouw uit Mountain Brook, een voorstad van Birmingham (Alabama) in de Verenigde Staten, na een uitgaansavond tijdens een vakantie op Aruba.

## De nacht van de verdwijning

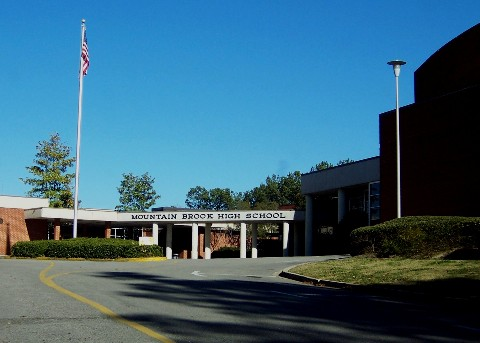
De Mountain Brook High School, de school waar Holloway haar opleiding had afgerond, net voor haar vertrek naar Aruba

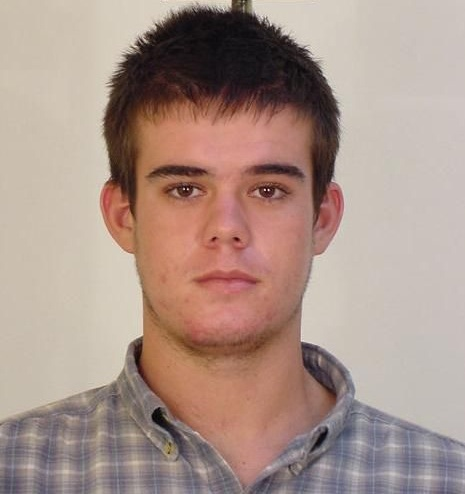
Joran van der Sloot

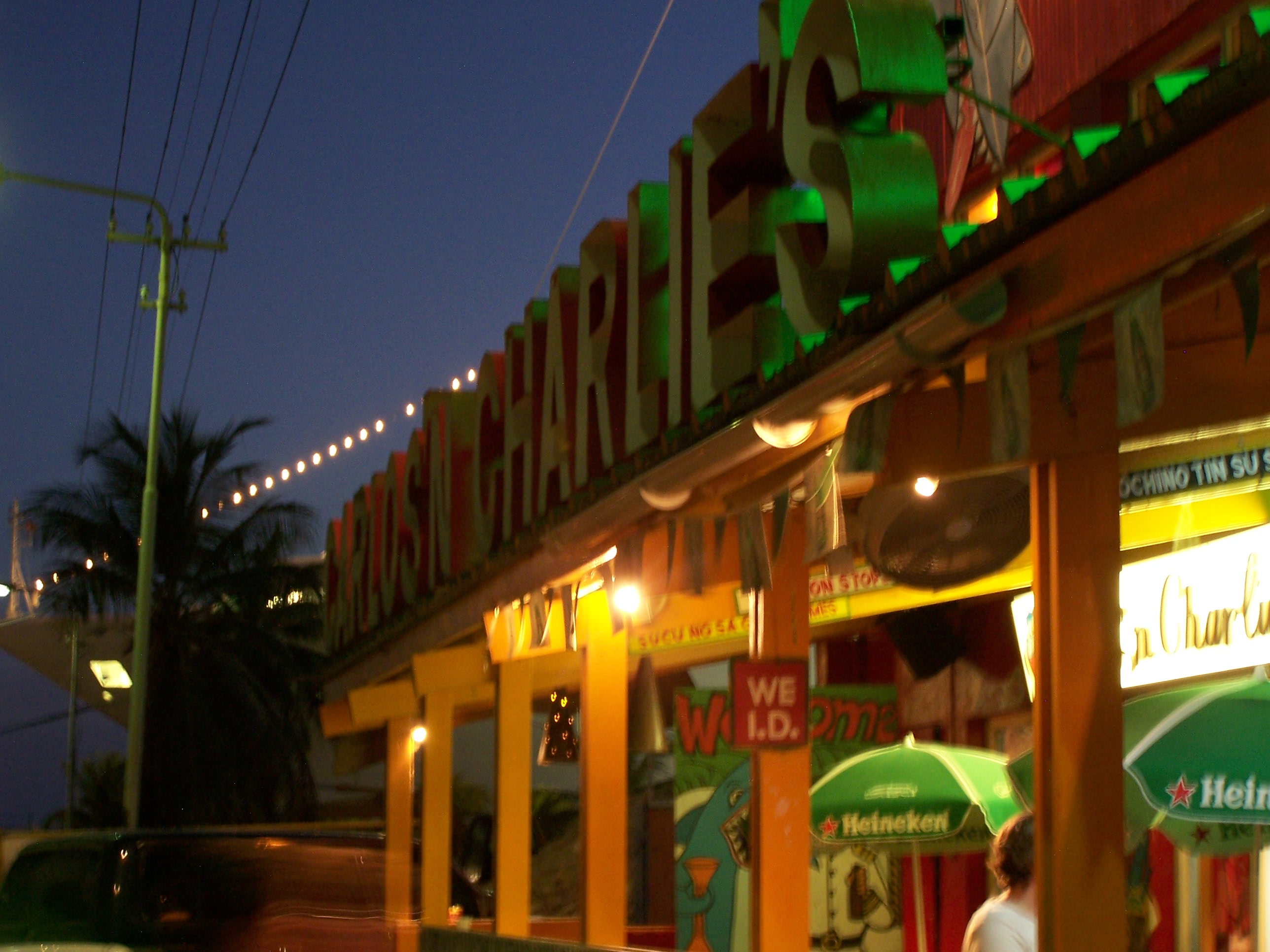
Carlos'n Charlie's in Oranjestad, Aruba, waar Holloway voor het laatst gezien werd

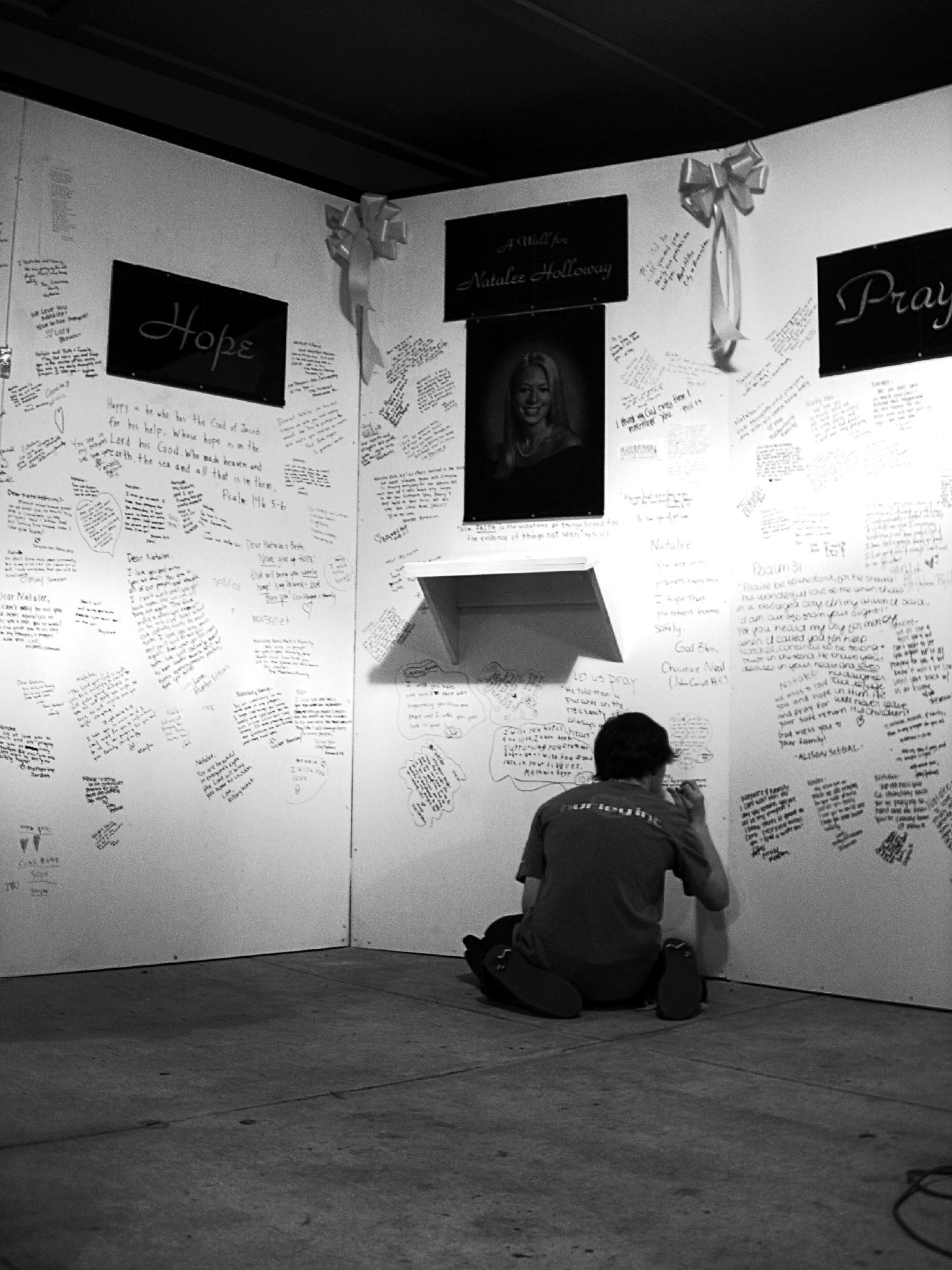
Een jongeman signeert de memorial wall voor Natalee Holloway

Natalee Ann Holloway (geboren in Clinton (Mississippi) op 21 oktober 1986) hield met een groep Amerikaanse medescholieren en begeleiders na het afronden van de middelbare school een week vakantie op het eiland. Tijdens een avond uit ontmoette zij Joran van der Sloot (Arnhem, 6 augustus 1987), een Nederlandse jongeman die naar school ging op Aruba, waar zijn vader Paul van der Sloot werkzaam was als rechter in opleiding. In dronken toestand is Holloway met Van der Sloot en zijn vrienden Deepak en Satish Kalpoe in een auto meegegaan naar het strand. Dit is af te leiden uit de verklaringen die Van der Sloot en zijn vrienden hebben afgelegd. Sinds die avond is Holloway spoorloos. Wat er precies gebeurde is tot op heden onbekend.
Holloway werd op 12 januari 2012 officieel doodverklaard.

## Verder verloop
Na de verdwijning van Holloway werd Van der Sloot op Aruba gearresteerd, omdat hij de avond voor haar verdwijning met haar had doorgebracht. Voor zover bekend zijn er geen directe bewijzen tegen hem; men werd vooral achterdochtig omdat hij had gelogen over het feit dat hij met Holloway naar het strand was gegaan en haar daar alleen had achtergelaten. Hij en de gebroeders Kalpoe vertelden eerst (uit schaamte voor het feit dat hij haar alleen had gelaten, zoals hij later verklaarde) dat zij haar bij haar hotel hadden afgezet.
Dankzij de inspanningen van onder andere de Amerikaanse televisie-psycholoog Dr. Phil en de moeder van Holloway, bleef men er in de Verenigde Staten van uitgaan dat Van der Sloot Holloway had vermoord. Verschillende weblogs plaatsten foto's en verhalen over hem. Hoewel Van der Sloot niet veroordeeld is voor de verdwijning, ging men er in de postings standaard vanuit dat hij wel de dader was.
De familie van de vermiste tiener, alsmede sponsors, waaronder de regering van Aruba en het café-restaurant Carlos'n Charlie's, waar ze voor het laatst gezien is, boden een beloning van in totaal 250.000 dollar aan voor de tip die leidt tot de oplossing van de zaak. Mocht Natalee levend worden teruggevonden, dan zouden ze één miljoen dollar uitkeren. De sponsors hoopten dat het geld meer mogelijke getuigen ertoe aan zou zetten zich te melden.
Op 3 september 2005 werd Van der Sloot, na een voorarrest van 90 dagen, door de Arubaanse politie vrijgelaten wegens gebrek aan bewijs. Hij ging hierna in Nederland wonen, om aan de Hogeschool van Arnhem en Nijmegen te Arnhem aan een studie te beginnen.
Deepak en Satish Kalpoe werden ook als verdachten gearresteerd en eveneens op 3 september 2005 vrijgelaten. Zij en Van der Sloot zijn, voor zover bekend, de laatsten die Holloway gezien hebben. De Surinaamse broers waren eerder al vrijgelaten, maar werden in augustus opnieuw gearresteerd. De grond van de tweede arrestatie van de broers was dat zij in het bezit waren van foto's van een 14-jarig meisje in zwemkleding. Ook na de vrijlating werden de broers en Van der Sloot nog steeds als verdachten gezien.
Tevens werden een diskjockey, twee bewakers en nog een vriend van Van der Sloot gearresteerd en weer vrijgelaten.
Nederland stuurde drie F-16's om naar Holloway te zoeken. Een meertje in de buurt van de plaats waar ze voor het laatst was gesignaleerd werd gedeeltelijk leeggepompt. Ook werden gevonden blonde haren geanalyseerd, in forensische laboratoria van de Nederlandse justitie en van de FBI. Alle acties bleven zonder resultaat.

### 2006
In februari 2006 kwam de zaak Holloway opnieuw in het nieuws. Van der Sloot kwam op 16 februari naar de Verenigde Staten voor een interview met de Amerikaanse televisiezender ABC. In dit interview wilde hij benadrukken dat hij onschuldig was. Zijn ouders arriveerden een dag eerder om hun zoon te steunen. Volgens de advocaat van Van der Sloot, Antonio Carlo, hadden de moeder en stiefvader van Holloway, Beth en George Twitty, de familie Van der Sloot gedaagd in een civielrechtelijke zaak. Ze eisten een schadevergoeding wegens mishandeling van een minderjarige. Op 3 augustus 2006 verklaarde de rechtbank zich onbevoegd om deze aanklacht te behandelen.
Op 11 april 2006, bijna een jaar na de verdwijning van Holloway, werd er op de Nederlandse en Arubaanse televisie een reconstructie uitgezonden in het programma Opsporing Verzocht. Deze uitzending, die met name in Amerika veel media-aandacht kreeg, zou voor een doorbraak in de zaak moeten zorgen. Na de reconstructie werd op 15 april een 19-jarige jongen met de Nederlandse nationaliteit aangehouden. De jongen, die werkte bij een bedrijf dat hotels beveiligt, sprak al eerder met de politie. Naar aanleiding van de reconstructie ontving de politie enkele tips die in zijn richting wezen. Het is onbekend of de jongen in het hotel werkte waar Holloway verbleef.
Op 17 mei 2006 hield de politie in Utrecht een jongen aan op verdenking van betrokkenheid bij de verdwijning. Zijn advocaat, Gerard Spong, spande een kort geding aan met als doel uitlevering naar Aruba te verhinderen.
Paul van der Sloot, de vader van Joran, kreeg op 2 augustus 2006 € 22.000 schadevergoeding toegewezen door een Arubaanse rechter, vanwege de dagen die hij onschuldig heeft vast gezeten.
In november 2006 wijdde misdaadjournalist Peter R. de Vries een extra lange uitzending aan de verdwijning van Holloway. Uit de reconstructie bleek dat de politie ervan uitging dat Natalee was verdwenen in de buurt van of vanuit het huis van Van der Sloot. De Vries concludeerde dat Van der Sloot op cruciale punten had gelogen. Desalniettemin kwam De Vries niet met hard bewijsmateriaal om het tot een veroordeling te laten komen door Justitie. Ook bleek uit het programma dat Justitie op Aruba het onderling oneens is.

### 2007
Op 25 april 2007 verscheen het boek De zaak Natalee Holloway, geschreven door Joran van der Sloot en Zvezdana Vukojevic, in Nederland bij de uitgeverij Sijthoff. Dit ging gepaard met enige televisie-interviews in onder meer NOVA en De Wereld Draait Door. In het boek noemt Van der Sloot zichzelf een pathologische leugenaar en zegt hij eigenlijk al op vroege leeftijd een psychiater nodig gehad te hebben. Het boek heeft geen aanknopingspunten gegeven die hebben geleid tot oplossing van de zaak.
Op 28 april 2007 ploegden forensisch experts uit Nederland de tuin van het huis van de ouders van Van der Sloot om. Volgens Amerikaanse media waren de experts op zoek naar het lichaam van Holloway, maar dat werd niet aangetroffen.
In juli 2007 gaf voormalig politiecommissaris Gerold Dompig, die was belast met het Holloway-onderzoek, in een interview met filmmaker Gielen te kennen dat hij door de FBI was gedwarsboomd in zijn onderzoek. Zo werd hij niet in staat gesteld de financiële relaties van de directe familie van Holloway te onderzoeken.
Op 21 november 2007 werd Van der Sloot opnieuw gearresteerd, ditmaal op verdenking van betrokkenheid bij doodslag. Waarschijnlijk was deze ontwikkeling het gevolg van onderzoek door Nederlandse rechercheurs, die het bewijsmateriaal op verzoek van de Arubaanse justitie hadden bestudeerd. Op dezelfde dag werden Deepak en Satish Kalpoe op Aruba gearresteerd. De advocaten van de gebroeders Kalpoe meenden overigens dat er nauwelijks nieuw bewijsmateriaal was aangevoerd. Volgens hen ging het om 97% oud materiaal dat slechts anders was gerangschikt.
Op 23 november 2007 vloog Van der Sloot naar Aruba. Justitie daar zou nieuw bewijs tegen hem hebben. Van der Sloot zou tussen februari en augustus met zijn vrienden hebben gebeld en het over de verdwijning van de Amerikaanse hebben gehad. Op 7 december 2007 werd hij, net als de gebroeders Kalpoe eerder die week, weer in vrijheid gesteld door de rechter. Op 20 december 2007 gaf de officier van justitie op Aruba inzicht in het nieuwe bewijsmateriaal. Een Surinaamse getuige had verklaard dat zij Satish Kalpoe had gesproken ruim vijf uur na het moment dat Holloway voor het laatst gezien was. Zij zei dat ze aan zijn stem had kunnen horen dat hij zeer van streek was. Toen zij vroeg wat er aan de hand was, verklaarde de verdachte dat "hij haar niet in de problemen wilde brengen, en dat hetgeen er gebeurd was niet over de telefoon kon worden besproken". Ook werd op de in beslag genomen pc's van de verdachten een chatsessie teruggevonden waarin met zoveel woorden gerefereerd werd aan het feit dat Holloway niet meer in leven zou zijn.

### 2008

#### Gesprek en wijnincident in Pauw en Witteman
Op 11 januari 2008 waren Van der Sloot, zijn ouders, en misdaadjournalist Peter R. de Vries te gast in het praatprogramma Pauw & Witteman. Van der Sloot en zijn familie gaven daar naar eigen zeggen hun laatste interview. In het programma bleef Van der Sloot elke betrokkenheid bij de verdwijning ontkennen. Verder gaf vader Van der Sloot aan dat hij zijn zoon geadviseerd had niet mee te werken aan het onderzoek van het OM en te zwijgen. Peter R. de Vries twijfelde aan de oprechtheid van Van der Sloot en noemde hem meermalen een leugenaar. Joran gaf ook toe in eerste instantie tegen de politie gelogen te hebben. Na afloop van de live-uitzending ontstond opschudding toen Joran van der Sloot een glas rode wijn in het gezicht van De Vries gooide.

#### Onderzoek van Peter R. de Vries
Op 31 januari 2008 zei misdaadjournalist Peter R. de Vries de zaak Holloway te hebben opgelost. Hans Mos, procureur-generaal van Aruba, gaf aan dat door deze nieuwe ontwikkelingen de zaak Holloway heropend zou worden. De Vries maakte de beelden van de in het geheim opgenomen gesprekken bekend in een twee uur durende tv-uitzending van Peter R. de Vries, misdaadverslaggever op SBS6 op 3 februari.
Op 1 februari 2008 erkende Joran van der Sloot in het tv-programma van Pauw en Witteman, dat hij een vriend had verteld dat hij het lichaam van Natalee Holloway had laten verdwijnen, maar dat zijn bekentenis een leugen was. 'Ik heb hem gewoon verteld wat hij wilde horen', aldus Van der Sloot.
In de uitzending van Peter R. de Vries van 3 februari zei Joran dat hij te maken had met de verdwijning van Natalee. Aan een 'vriend', Patrick van der Eem (die tot eind januari 2008 undercover werkte voor Peter R. de Vries en om die reden vertrouwelijke omgang met Joran had bewerkstelligd), vertelde hij onder registratie van verborgen camera's en microfoons dat hij, nadat hij Natalee op het strand onwel had zien worden, een goede vriend genaamd "Daury" had gebeld die zich vervolgens ontdaan had van haar lichaam door het met zijn bootje in de oceaan te gooien. Van der Sloot zou seks gehad hebben met Holloway, die veel alcohol zou hebben gebruikt en onwel werd. Wanneer Holloway is overleden is niet duidelijk. De genoemde "Daury"' zou niet een van de Surinaamse broers zijn, die eerder als verdachten waren opgepakt.
'Ik ben echt gewoon een beetje getruukt', zei Van der Sloot in een reactie. Ook gaf hij aan van mening te zijn dat De Vries 'álles zal doen om zijn leven kapot te maken, maar dat het eigenlijk allemaal gebakken lucht is'. Op 2 februari 2008 dook Joran van der Sloot onder. Hij was niet van plan de pers nog te woord te staan.
De uitzending werd volgens de Stichting KijkOnderzoek door meer dan 7 miljoen mensen bekeken, een record voor een niet-sportprogramma en tevens voor de Nederlandse commerciële televisie sinds de start in 1989.

#### Justitiële ontwikkelingen
Na de uitzending van Peter R. de Vries van 3 februari 2008, waarin Van der Sloot een "volledige bekentenis" zou hebben afgelegd, aldus De Vries, volgde geen arrestatie van Van der Sloot. De uitspraken van Van der Sloot waren niet zwaarwegend genoeg om hem voor een derde keer te arresteren. Wel is het onderzoek naar de verdwijning van Holloway hervat. Het Arubaanse Openbaar Ministerie verdacht Van der Sloot van moord, maar de wet staat voorarrest niet toe. Het OM ging tegen die beslissing in beroep. De Arubaanse justitie deelde mee dat 80% van de informatie die Van der Sloot in de uitzending van De Vries gaf, overeenkwam met eigen bevindingen. In Nederland deed het KLPD invallen op twee adressen in Arnhem. De advocaat van Joran van der Sloot ontkende dat de bekentenis op waarheid berust. Joran zou dit verhaal aan Patrick verteld hebben om "stoer" te doen tegen hem, omdat de man hem verder in het criminele wereldje zou kunnen helpen.
Van de vriend Daury was de volledige identiteit aanvankelijk alleen bij het Arubaanse OM bekend, maar op 5 februari werd zijn achternaam Rodriguez bekend. In een televisie-interview voor de Nederlandse actualiteitenrubriek EénVandaag ontkende hij zijn betrokkenheid bij de verdwijning van Holloway en tevens verklaarde hij nooit een boot te hebben bezeten, zoals Van der Sloot in de autogesprekken had verklaard.
Op 8 februari 2008 werd Van der Sloot naar aanleiding van zijn gefilmde uitspraken in Rotterdam verhoord door de Arubaanse politie en het KLPD. Op dezelfde dag werd Joran van der Sloot door de Arubaanse minister van justitie, Rudy Croes, tot persona non grata verklaard. Van der Sloot was alleen nog welkom als dat in het kader van het onderzoek noodzakelijk was. Het was overigens juridisch nog niet mogelijk om Joran ook echt de toegang tot het eiland te ontzeggen.

#### Interview Fox News
Fox News zond op 24 november 2008 een interview tussen Joran van der Sloot en Greta Van Susteren (tv-journaliste) uit, dat reeds in april 2008 zou zijn opgenomen. In dit gesprek beweerde hij de dronken Holloway voor 10.000 dollar te hebben verkocht aan een Venezolaan, die een blond meisje wilde kopen als seksslavin. Tevens beweert hij zijn vrienden Deepak en Satish 2000 dollar te hebben gegeven en dat zijn vader politieambtenaren met 50.000 dollar had omgekocht. Met dit interview zou Joran naar eigen zeggen schoon schip hebben willen maken. Justitie nam de in dit interview genoemde feiten niet serieus; Peter R. de Vries sprak van een poging zijn rol als pathologisch leugenaar geloofwaardiger te doen overkomen. Jorans verhaal vertoont sterke gelijkenissen met een samenzweringstheorie die Dr. Phil over de zaak had.

### 2009
De vader van Natalee, Dave Holloway, huurde in 2009 een specialist en een speurhond in om zijn dochter te vinden. Dit bleef zonder resultaat, lieten justitie en politie achteraf weten.

### 2010
Op 28 februari 2010 beweerde Joran in het eenmalige RTL 5-programma Joran spreekt van Jaap Amesz dat hij inderdaad betrokken was bij de verdwijning van Natalee Holloway. Daarin vertelde Joran dat hij en Natalee na het uitgaan bij een vriend van hem langs waren geweest, waar ze drank en drugs (cocaïne) zouden hebben gebruikt. Dit deden ze op het balkon, waar Natalee op een gegeven moment begon te dansen. Toen Joran naar haar toeliep om haar vast te pakken, zou ze van het balkon zijn gevallen. Daarna zou Joran en zijn vrienden haar hebben begraven in een moeras in de buurt. Na kort onderzoek gaf het Arubaanse Openbaar Ministerie aan dat de verklaring niet klopte en op leugens gebaseerd is omdat feiten en tijdlijnen niet kloppen en getuigen ontkennen.
Op 30 mei 2010 vermoordde Joran, Stephany Flores in Lima, de hoofdstad van Peru. Dit was exact 5 jaar na de verdwijning van Natalee Holloway.

### 2016
In 2016 bekende Joran van der Sloot in een verborgen camera-interview met de Nederlandse misdaadverslaggever John van den Heuvel vanuit een Peruaanse gevangenis schuldig te zijn aan de moord op Natalee.

### Vermeende vondsten van Natalee
In maart 2010 dook het verhaal op dat toeristen een skelet onder water zouden hebben gespot. De toeristen maakten onderwaterfoto's van het 'Holloway-skelet'. Het zogenaamde skelet bleek in werkelijkheid koraalrif te zijn.
In november 2010 werd een kaak gevonden op het strand bij het Phoenix Hotel op Aruba. Dit is vlak bij de Bubaliplas die Joran aangewezen had als verstopplek van het lichaam. Onderzoek van het Nederlands Forensisch Instituut (NFI) wees echter uit dat deze niet afkomstig was van Natalee Holloway.

## Bekentenis moord op Natalee Holloway
Op 18 oktober 2023 werd bekend gemaakt dat Van der Sloot de moord op Natalee Holloway zou hebben toegegeven tegenover de FBI. Hij zou haar in 2005 op het strand van Aruba hebben vermoord. De bekentenis van Van der Sloot betekent voor de openbaar aanklager dat de vermissingszaak van Natalee Holloway is opgelost. Hij kan voor deze zaak in Amerika niet worden vervolgd omdat Van der Sloot op Aruba nog officieel verdachte is van doodslag, en Amerika daar dus geen juridische mogelijkheden heeft om hem te berechten. In ruil voor schulderkenning van afpersing en een bekentenis van de moord, kreeg Van der Sloot een mildere straf van twintig jaar en mag hij deze gelijktijdig met zijn gevangenisstraf in Peru uitzitten. Mocht justitie op het Nederlandse eiland Aruba deze zaak als moord kunnen bewijzen dan bestaat er nog de theoretische mogelijkheid om Van der Sloot hiervoor te dagvaarden. Doodslag is inmiddels verjaard.

## Kritiek op het onderzoek
De verdwijning kreeg veel aandacht, voornamelijk in de Amerikaanse media. Onder andere het populaire programma van Greta Van Susteren op Fox News Channel besteedde veel aandacht aan deze zaak. Hierbij werd soms ook kritiek uitgeoefend op de autoriteiten en het rechtsstelsel in Aruba en Nederland. Op 1 juli 2005 gaf de Nederlandse ambassade in de Verenigde Staten een speciale verklaring uit. Ambassadeur Boudewijn van Eenennaam verzekerde het Amerikaanse volk dat Nederland er alles aan deed om de verdwijning op te lossen.
Bij de aanpak van het politieonderzoek zat de Amerikaanse media twee zaken dwars. Ten eerste waren de autoriteiten in Aruba niet bereid om de media vrije toegang te geven tot alle details van het onderzoek, zoals gebruikelijk in het Nederlands rechtssysteem. Ten tweede werd in Amerikaanse media beweerd dat de Arubaanse autoriteiten niet genoeg hulp zouden aannemen van de FBI. Aruba liet in dit geval wel politiemensen uit het buitenland op zijn territorium toe.
De kritiek in Holloways thuisstaat Alabama leidde ertoe dat het parlement van de staat een oproep tot een toeristenboycot van het eiland aannam. Deze oproep werd overgenomen door de gouverneurs van Georgia en Arkansas. Hoewel de oproep een vrijblijvend reisadvies van de drie staten was, baarde ze Aruba toch zorgen omdat het eiland (evenals de Nederlandse Antillen) economisch gezien sterk afhankelijk is van het Amerikaanse toerisme.

## Kritiek op de mediabehandeling
Ook werd er in de Verenigde Staten door sommigen kritiek geleverd op de hoeveelheid media-aandacht voor dit internationale verdwijningsdrama, terwijl er minder aandacht bestaat voor de jaarlijks duizenden verdwijningen van (jonge) mensen binnen de VS zelf. De zaak-Holloway werd beschouwd als een voorbeeld van het missing white woman syndrome. Daarbij krijgen de vermissingen van aantrekkelijke blanke jonge vrouwen relatief veel media-aandacht.

## Boeken
- Aruba: The Tragic Untold Story of Natalee Holloway and Corruption in Paradise, Dave Holloway, Larry Garrison en R. Stephanie Good, 2006, 226 p., Nelson Current, ISBN 978-15-955-5063-7.
- De zaak Natalee Holloway: Mijn eigen verhaal over haar verdwijning op Aruba, Joran van der Sloot met Zvezdana Vukojevic, 2007, 350 p., Sijthoff - Amsterdam, ISBN 978-90-218-0014-1.
- Lieve Natalee: Het ware verhaal over Natalee Holloway, Beth Holloway, 2008, 221 p., Just Publishers, ISBN 978-90-778-9534-4. Vertaling van Loving Natalee: A Mother's Testament of Hope and Faith, 2007.
- Dossier Holloway: Geheimen uit het politie-archief, Wim van de Pol en Vincent Verweij, 2013, 288 p., Crimesite - Amsterdam, ISBN 978-94-913-0809-3.

## Film en theaterstuk
- In 2009 werd er een televisiefilm geproduceerd door Lifetime Movie Network, gebaseerd op het boek van de moeder van Natalee en getiteld Loving Natalee. Natalee werd in de film gespeeld door Amy Gumenick.[28]Joran van der Sloot werd gespeeld door Jacques Strydom.
- In 2010 speelde de theatergroep Nieuw West het stuk "Met Joran aan zee", gebaseerd op de zaak Holloway. Het stuk werd geschreven door Rob de Graaf en geregisseerd door Marien Jongewaard. Joran wordt gespeeld door Wouter Zweers en Natalee door Sanne Vogel.[29]
- In 2011 kwam een televisie-vervolgfilm uit Justice for Natalee Holloway op de tv-film Natalee Holloway. Joran van der Sloot werd hierin gespeeld door Stephen Amell.